# Julie Larson-Green
Julie Larson-Green est directrice de la division applications et services de Microsoft.

## Parcours universitaire et carrière

### Éducation
Elle a obtenu un diplôme en administration des affaires de l'université Western Washington

### Microsoft
Elle a commencé en 1993 chez Microsoft comme program manager pour Visual C++. En 1997, elle rejoint l'équipe Microsoft Office où elle participe à l'interface graphique des versions XP, 2003 et 2007.  En novembre 2012, elle est promue à la tête de la division Windows.